# Edmund Neustein
Edmund Neustein (ur. 21 października 1917 w Drohobyczu (dziś Ukraina), zm. 9 lutego 2001 w Tel Awiwie w wieku 83 lat) – polski księgarz i wydawca, który polskiej książce i literaturze poświęcił ponad 60 lat, w tym 43 lata w Izraelu, w Tel Awiwie.

## Życiorys
W Drohobyczu ukończył gimnazjum (uczył go m.in. Bruno Schulz) i zdobył zawód księgarza. Pierwsze kroki w księgarstwie stawiał przed wojną.
Po wybuchu wojny znalazł się na terenach zajętych przez Rosję. Gdy nazistowskie Niemcy napadły także na Rosję, został zmobilizowany do Armii Czerwonej. Wysłany na front walczył, został ciężko ranny w bitwie pod Smoleńskiem [Stalingradem?], ale wyzdrowiał.
Po wojnie, w 1945 roku przyjechał do Katowic. Tam poznał młodą studentkę bibliotekoznawstwa Adę Szerszeń i wkrótce się pobrali.
Ponownie zajął się księgarstwem początkowo do 1949 r. w Katowicach, potem w Warszawie. Był też pracownikiem warszawskich oficyn wydawniczych.

## Księgarnia w Tel Awiwie

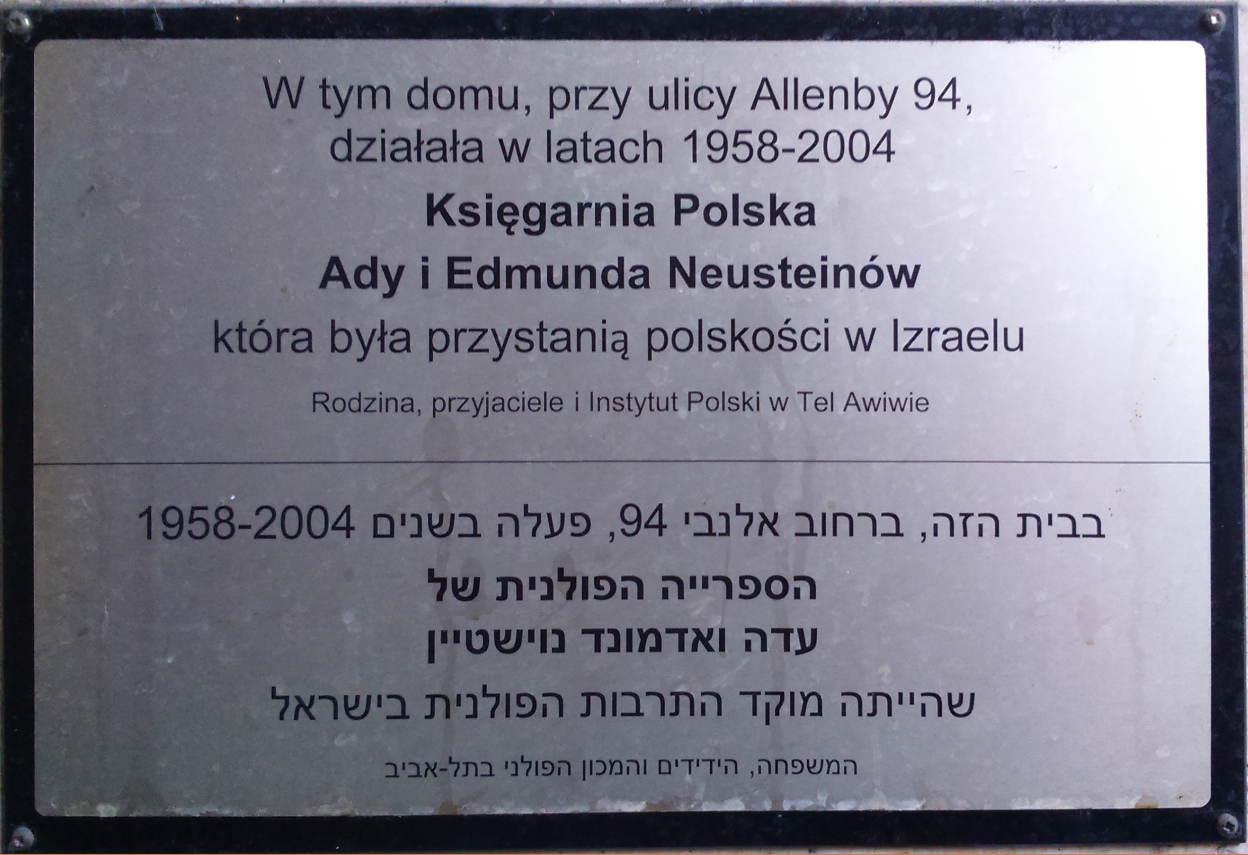
Tablica upamiętniająca Księgarnie Polską, ulica Allenby 94, Tel Awiw.

Po ewakuacji zdemobilizowanych żołnierzy z Palestyny zwinęły swoją działalność polskie placówki kulturalne związane z Armią Polską i aby wypełnić powstałą lukę stworzono po wojnie księgarnie polskie w Tel Awiwie, obie przy ul. Allenby. Najpierw krakowskiego księgarza Jana Foka, założona na początku lat 40.
Wielu Żydów polskich, uratowanych z niemieckich obozów koncentracyjnych, którzy przybyli do Palestyny jeszcze przed powstaniem państwa Izrael, łaknęło słowa polskiego, polskiej książki. Wśród nich byli małżonkowie Ewa Szyper i Paweł Birenbaum, cudem uratowani z Auschwitz, dokąd wywieziono ich w czasie likwidacji getta łódzkiego w sierpniu 1944. To oni po przybyciu do Tel Awiwu zajęli się organizowaniem czytelni polskich książek, która z biegiem lat rozwinęła się w księgarnię upowszechniającą polską książkę i tak w 1948 powstała księgarnia Ewy Szyper. Księgarnie te po kilkunastu latach zostały zlikwidowane.
Na skutek antysemickich nagonek w Polsce po 1956 r. Edmund Neustein w wieku niemal 40 lat wyjechał z żoną, energiczną panią Adą w 1957 r. do Izraela. Wtedy przybyła również ogromna fala polskich Żydów, i to dla nich w styczniu 1958 przy prestiżowej ulicy Allenby 94 w Tel Awiwie założyli „Księgarnię Polską”, która przetrwała najdłużej, do 2004 roku. Ta unikatowa w skali świata księgarnia była nie tylko placówką handlową, nie tylko sprzedawała polskie książki. Promowała polską kulturę, była salonem polskiego słowa i literatury w Izraelu. Przewinęło się przez nią bodaj pół miliona czytelników (czasem szacuje się, że było to 2 miliony, niektórzy bywali tam setki razy). Swoim klientom dostarczała tysiące tytułów prasowych i dziesiątki tysięcy książek, nowości wydawnicze z Polski i spoza granic kraju. W czasach, gdy rząd PRL zerwał nie tylko stosunki dyplomatyczne, ale również wszelkie więzy handlowe z Izraelem po wojnie sześciodniowej, sprowadzał polskie książki pośrednio, przez Amsterdam i Londyn, co zwiększało koszt przesyłek, a więc i cenę polskiej książki w Izraelu, ale polska książka z Polski była dostępna.
Wykazywał wtedy dużą odwagę i dalekowzroczność, goszcząc w swojej księgarni bardzo życzliwie polską opozycję: Jacka Kuronia, Adama Michnika i innych. Także autorów tak zwanego drugiego obiegu literackiego w Polsce. W księgarni można było znaleźć całą polską opozycyjną literaturę wydawaną na zachodzie. Warto tu wspomnieć, że już po polskiej transformacji ustrojowej w księgarni odbył się w 1996 roku wspaniały wieczór autorski z Jackiem Kuroniem, a setki czytelników fanów tłoczyły się w pasażu, zaś Jacek, serdecznie witany i lubiany wpisywał im dedykacje w swoich książkach.
Był człowiekiem nietuzinkowym – wrażliwym humanistą i gorącym orędownikiem zbliżenia obu krajów – Polski i Izraela, Żyd pamiętający o Polsce i polskiej kulturze, wierny ojczyźnie przodków.
Należał do nielicznych księgarzy traktujących jako całość polski ruch wydawniczy, dostarczał zarówno tytuły z kraju, jak i literaturę emigracyjną, były to i nowości i zbiory antykwaryczne.
Był też wydawcą napisanego z jego inspiracji przez Aleksandra Klugmana pierwszego słownika polsko-nowohebrajskiego.
Wydał m.in. My, Żydzi Polscy J. Tuwima (1988), reprinty: Żyd ministrem króla Zygmunta J. Wolfa (1988), Żydzi lwowscy na przełomie XVI i XVII wieku M. Bałabana (1989).
Księgarnia była właściwie niewielkim pomieszczeniem (drugie pomieszczenie obok było magazynem książek) w podziemnym pasażu w centrum Tel Awiwu, ale była ogromną skarbnicą polskiej literatury, przyciągała wiele osobistości i instytucji poszukujących poloniców i judaików. W pierwszych latach poczytnością cieszyły się książki fachowe, byli bowiem studenci, którzy woleli przygotowywać się do egzaminów z podręczników polskich, lepiej dla nich zrozumiałych. Wielu też, od dawna osiadłych w Izraelu Żydów polskich, którzy opanowali już hebrajski i znali angielski, wolało jednak korzystać z książek polskich. Obok literatury fachowej znacznym powodzeniem cieszyły się tłumaczenia z literatury pięknej – francuskiej, angielskiej, amerykańskiej. Książek autorów radzieckich w tłumaczeniu polskim nikt nie brał do ręki, więc je przestał sprowadzać. Wielkim powodzeniem cieszyły się natomiast polskie książki wydawane na emigracji przez Instytut Literacki w Paryżu czy londyńską „Oficynę Poetów”, Polską Fundację Kulturalną i inne wydawnictwa polskie w wolnym świecie.
„Księgarnia-antykwariat Edmunda Neusteina to była przedziwna grota Ali Baby. Krzyżowały się tu książki z wydawnictw nadwiślańskich i emigracyjnych, antykwaryczne egzemplarze z przedwojennych oficyn żydowskich, tytuły hebrajskie i rosyjskie (wśród tych ostatnich wiele unikatów przedrewolucyjnych). Wyjść nie było można. Największą dumą Neusteina było jednak, że u niego można było książkę zamówić. Każdą książkę! Z każdego krańca świata. Do tego pełniła księgarnia funkcję swoistego salonu polskojęzycznego. Kiedy nie było właściciela, była jego żona, zawsze jeszcze ktoś inny mówiący w lechickim narzeczu. Nawiązywały się znajomości, a i szkło pojawiało się (gratis!) na stole.”.
W księgarni spotykano się, dyskutowano, dzielono nowinami, w miarę upływu lat rzadziej i w znacznie zawężonym gronie, gdyż starsze pokolenie polskich Żydów przerzedzała coraz częściej śmierć, młodzi ludzie na ogół już nie czytali po polsku, zostało średnie pokolenie. Ci, którzy uczyli się w polskich szkołach, na uniwersytetach i polskich politechnikach i dla nich język polski pozostał żywy. Edmund Neustein (dla rodziny i przyjaciół – „Mundek”) był zawsze duszą rozmów i dyskusji. Kochał książki, zachwycał się co ładniejszymi wydaniami. Prowadził także duży dział antykwaryczny, przygotowywał katalogi i otrzymywał wiele zamówień z całego świata.
Sława księgarni – jako najlepszej tego rodzaju placówki poza granicami Polski – sięgała daleko w świat, i np. biblioteka uniwersytecka w stolicy Korei Południowej czy biblioteka Kongresu USA w Waszyngtonie zamówienia na książki polskie kierowały nie do Warszawy, ale do Tel Awiwu. W opublikowanym przed laty Liście z Jerozolimy prof. Jerzy Tomaszewski pisał z ubolewaniem: „szkoda że w Warszawie nie mamy tak znakomicie zaopatrzonych księgarni!” .
Księgarnia dość szybko stała się miejscem spotkań inteligencji pochodzącej z Polski i jednym z najważniejszych ośrodków kultury polskiej poza granicami kraju, a jej właściciel był laureatem wielu polskich nagród za działalność w dziedzinie promocji polskiej kultury w Izraelu.
„Był to – jak mówił Edmund Neustein – „punkt kontaktowy” umawiających się przyjaciół i miejsce niezliczonej ilości przypadkowych spotkań ludzi, którzy nie widzieli się od dziesiątków lat, a których łączy zainteresowanie polską książką. W zetknięciu z polską książką ujawnia się częstokroć niezwykłe przywiązanie do kultury i języka polskiego u ludzi, którzy tym językiem nie posługiwali się od dziesiątek lat i zdawałoby się, że oddalili się zupełnie od polskiej kultury. Zetknięcie się z polską książką ożywiało od razu wszystkie zatajone tęsknoty i miłości.”.
Był laureatem specjalnego wyróżnienia IKAR-98 przyznanego mu w trakcie Krajowych Targów Książki w 1998 r. w Warszawie. Na uroczystości przyznania mu nagrody Ikara powiedział: „...W jakże dla nas ważny problem współżycia między dwoma bliskimi narodami staraliśmy się wnieść swój drobny wkład.” Kochał ludzi, prawie o wszystkich mówił z sympatią”.
O popularności księgarni świadczył chyba najlepiej fakt... częstej wymiany mocno zużytych krzeseł.
Mimo iż świetność księgami z upływem lat przemijała, było to zawsze miejsce spotkań Polaków pielgrzymujących do Ziemi Świętej, emigrantów, turystów, ale przede wszystkim Żydów z Polski osiadłych w Izraelu.
Jego nigdy nie spełnionym marzeniem, traktowanym jako ważne ogniwo w poszerzaniu więzi kulturalnych między Polską a Izraelem, w zbliżeniu młodych pokoleń, w odrzuceniu stereotypu postrzegania Polski wyłącznie przez pryzmat Holocaustu, było założenie w Warszawie antykwariatu i księgarni z polonikami i judaikami.
Był niepoprawnym marzycielem, pragnął, żeby przestała wreszcie istnieć niesprawiedliwość i nienawiść – także, a może zwłaszcza – w stosunkach polsko-żydowskich.
Sprawował funkcję przewodniczącego Rady Fundacji Promocji Kultury i Książki „Pro Libri”.
Był autentycznym ambasadorem kultury polskiej w Izraelu, Wielkim Księgarzem, dla którego książka była największą wartością i pasją życia.
Ada i Edmund Neusteinowie byli nie tylko parą antykwariuszy i miłośników książek. Byli i pozostali symbolem polskości w Izraelu. Część zgromadzonego przez nich księgozbioru stała się zalążkiem biblioteki Instytutu Polskiego noszącego imię Edmunda Neusteina.
Na 30-lecie „Księgarni Polskiej” Stanisław Wygodzki, mieszkający w Izraelu polski poeta, zmarły na początku 1992 roku, napisał: „Księgarnia: handel, skład, sprzedaż książek. Nie każdy sprzedawca książek jest księgarzem. Sprzedawca książek – zawód. Księgarz to ranga”. Małżonkowie Neustein, ambasadorzy polskiego drukowanego słowa w Ziemi Świętej, dali przez dziesięciolecia dowód, iż ich księgarska ranga była niezwykle wysoka.
Wysoko ocenił go także Marek Szukalak, wydawca prowadzący w Łodzi od ponad 20 lat „Oficynę Bibliofilów”: „Należy wspomnieć o wielkim polskim patriocie i admiratorze kultury polskiej w Izraelu, Edmundzie Neusteinie, którego „Księgarnia Polska” w Tel Awiwie była miejscem spotkań intelektualnej elity polskich Żydów w Izraelu. Tam spotykali się m.in. izraelscy autorzy Oficyny Bibliofilów, a książki Oficyny były zawsze na półkach księgarni. Wraz ze śmiercią właściciela księgarni, a później jego żony, i ona przeszła do historii (…) Pozostanie na zawsze w naszej pamięci” .
Księgarnia ta przez ponad 46 lat była najważniejszym portem kultury polskiej w Tel Awiwie. W 1994 księgarnia została uznana za jedną z najlepiej prowadzonych księgarni na świecie. Ela Sidi, była pracownica Księgarni Polskiej w Tel Awiwie, napisała w swoim blogu, że jej szef (lubił, gdy tak go nazywano) był „Ostatnim Księgarzem Polskiej Rzeczypospolitej Izraelskiej”.
Zmarł po ciężkiej chorobie. Z godnością znosił cierpienia. Miał 83 lata. Był dumny ze swojej rodziny – z pracującej z nim małżonki, z syna architekta, który pracuje razem z żoną w tym samym zawodzie, z wnuka i wnuczki, na której ślubie był najszczęśliwszym z dziadków.
Zgodnie ze swoją wolą został pochowany na cmentarzu w kibucu Einat koło Petah Tikva.
Księgarnię prowadziła żona do swojej śmierci w 2004 r., potem nikt nie przejął prowadzenia księgarni, zresztą czasy już były inne. Pozostała tylko pamiątkowa tablica na murze obok wejścia.
8 lutego 2011 odbyła się specjalna uroczystość w Instytucie Polskim w Tel Awiwie poświęcona Adzie i Edmundowi Neusteinom.

## Wyróżnienia
- w 1989 nagroda Fundacji Kultury Polskiej,
- w 1993 nagroda Ministra Spraw Zagranicznych, „Za Wybitne Zasługi dla Kultury Polskiej na Świecie”,
- w 1994 nagroda Ministra Kultury.